# Luca Toni
Luca Toni (Pavullo nel Frignano, 1977. május 26. –) olasz labdarúgó. Tagja volt a 2006-os vb-győztes olasz válogatottnak.
9-es mezben játszott. A 2015–16-os idény befejeztével, 38 évesen jelentette be visszavonulását.

## Pályafutása

### A kezdetek
Toni profi karrierje a Modena FC csapatában kezdődött 1994-ben. Ezt követően több szezont másod- és harmadosztályú csapatokban töltött el, majd 2000-ben a Vicenzához szerződött, amely már a Serie A-ban játszott. Ezután a Bresciához igazolt, ahol az ott töltött két éve alatt a legendás Roberto Baggióval ők alkották a csatársort.

### Palermo
2003-ban a nagyratörő terveket szövögető Palermo csapata igazolta le. Első évében 30 góllal rögtön gólkirály lett, és nagyban hozzájárult ahhoz, hogy a csapat közel 30 év után ismét feljutott az első osztályba. Ekkor lett először válogatott is, első meccse egy Izland elleni 2–0-s vereség volt.

### Fiorentina

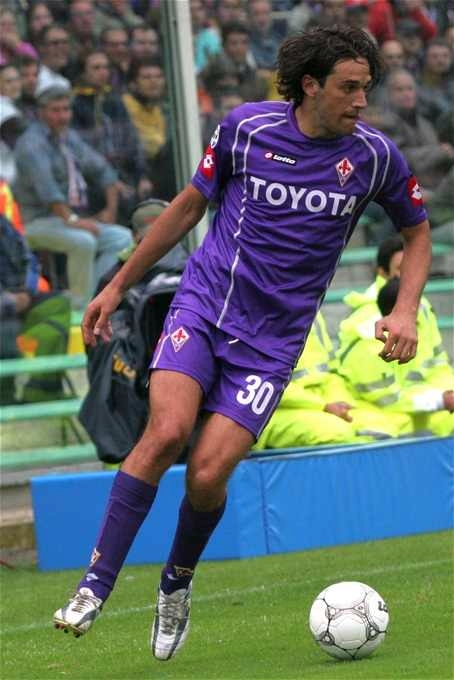
Toni a Fiorentina mezében.

2005-ben már a Fiorentina játékosa volt. A csapat végül a negyedik lett, amilyen magasságokba a 90-es évek óta, Gabriel Batistuta ideje óta nem jutott. Toni 31 góllal ismét gólkirály lett, és nem sok kellett a rekorddöntéshez sem, ugyanis sokáig volt esélye megdönteni a legtöbb szerzett gól rekordját, amit 35 találattal Gunnar Nordahl állított fel az 1949-50-es szezonban.
A következő szezonban robbant ki az olasz labdarúgás hosszú idő óta legnagyobb botránya, a Calciopoli. A Fiorentina több más klubbal egyetemben súlyos büntetést kapott, ez ebben az esetben 19 pont levonás volt. Bár már nyáron több csapattal kapcsolatba hozta őt a sajtó, a klub elnöke, Andrea della Valle ekkor még rá tudta beszélni, hogy maradjon. A 2006-07-es szezonban egy sérülés hátráltatta, azonban végül így is szerzett 16 gólt. A szezon végén Toni bejelentette, hogy a német Bayern München csapatához szerződik. Előtte állítólag megígérte della Vallénak, hogy nem szerződik más olasz klubhoz, valószínűleg ezért esett a választás a német rekordbajnokra. [forrás?]

### Bayern München
Az átigazolás tényét a Bayern ügyvezető igazgatója, Karl-Heinz Rummenigge május 30-án jelentette be hivatalosan. Az átigazolás ára 11 millió euró volt, bemutatására pedig a másik új igazolással, Franck Ribéryvel együtt került sor. Toni végül a kilences mezt kapta.

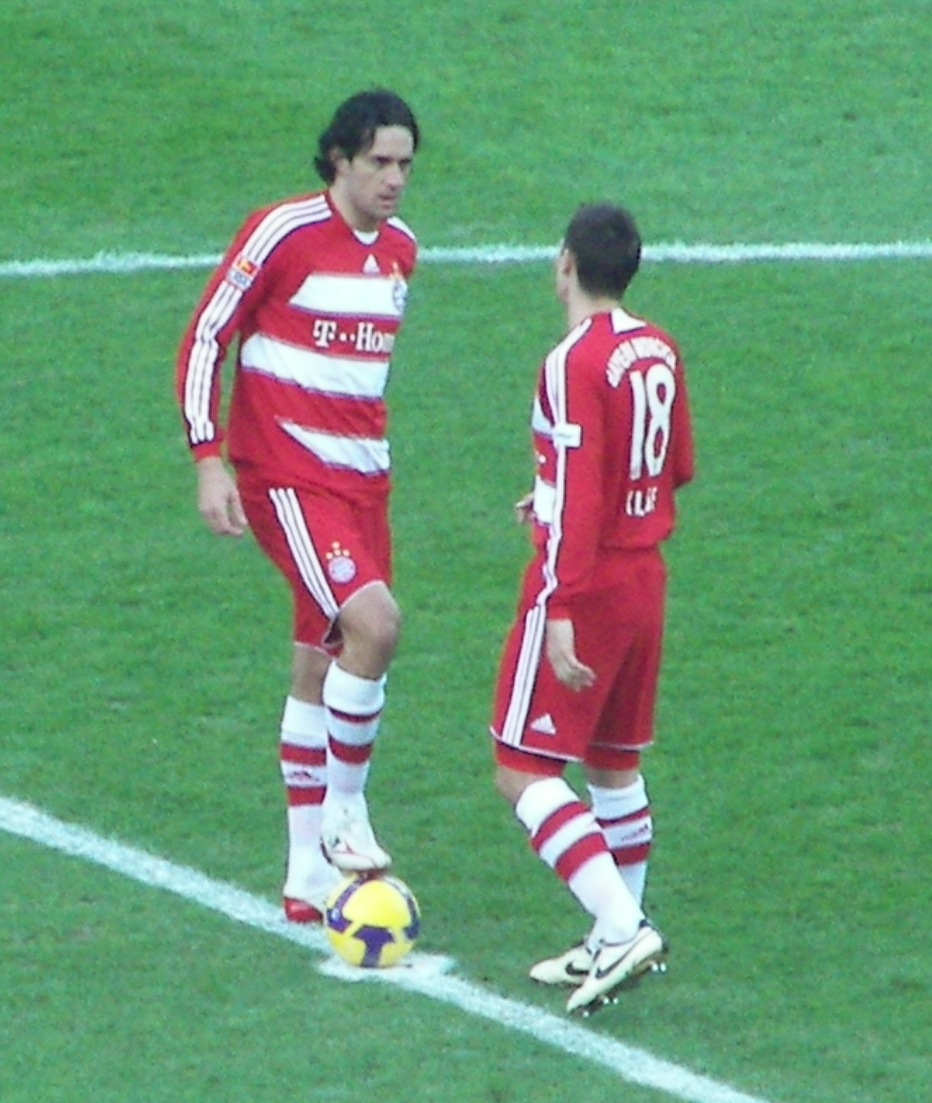
Toni és Miroslav Klose a Hertha BSC ellen 2009-ben.

Egy alkalommal, a görög Arisz Szaloniki elleni UEFA-kupa-meccsen 4 gólt szerzett, csoportgyőzelemhez segítve ezzel csapatát. 2008 februárjában megszerezte első Bundesliga-mesterhármasát is, a Hannover ellen.
Később, az UEFA-kupa negyeddöntőjének visszavágóján, a spanyol Getafe CF ellen a 115. és 120. percben szerzett gólt, továbbjutáshoz segítve csapatát. Az elődöntőben aztán az orosz Zenyit ellen simán kiestek. A sorozat végén eldőlt, hogy ő lett a gólkirály, a Zenyites Pavel Pogrebnyakkal megosztva.
Az az évi kupadöntőt az ő két góljával nyerte meg a Bayern 2–1-re a Borussia Dortmund ellen. A 2007-08-as szezonban a bajnokságban 24 gólt szerzett, összességében pedig 46 mérkőzésen 39 találattal zárt. 24 bajnoki gólja gólkirályi címet jelentett számára.
A 2008-09-es szezonban megtartotta jó formáját, az első 13 találkozón 9 gólt szerzett. Ezután megsérült, ám így is a Bayern házi gólkirálya lett 14 góllal.
Sérülése után egyébként két meccset a tartalékcsapatban is játszott.
A 2009-10-es szezonban az új edző, Louis van Gaal közel sem adott neki annyi játéklehetőséget, mint elődei. Toni emiatt egyre rosszabbul érezte magát, egy alkalommal, miután a félidőben le lett cserélve, szó nélkül elhagyta a stadiont. Ezért megbüntették. Decemberben az elnök, Uli Hoeness bejelentette, hogy Toni akár ingyen is elhagyhatja a klubot.

### Roma
2009. december 31-én, miután Toni átesett az orvosi vizsgálatokon, eldőlt, hogy fél évre az olasz AS Roma csapatához szerződik kölcsönbe. 2010. január 6-án debütált Cagliari ellen. 2010. január 17-én két gólt szerzett a Genoa ellen. Többek között győztes gólt jegyzett az Internazionale ellen.

### Genoa
2010 júniusában egy két évre szóló szerződést írt alá, és a nettó fizetése jelentett 4 millió €, Július 1-jén mutatták be, 9-es mezszámmal.

### Juventus
2011. január 7-én a Juventus hivatalos honlapján bejelentették, hogy 2012. június 30-ig szóló szerződést kötöttek Tonival. A 100. gólját a Serie A-ban a Cagliari ellen szerezte a debütáló mérkőzésén.

## A válogatottban
Toni a válogatottban 2004. augusztus 18-án mutatkozott be, egy Izland elleni barátságos meccsen. Első gólját alig 3 héttel később, a norvégok elleni vb-selejtezőn szerezte. 2005-ben több kulcsjátékos, köztük a csapatkapitány, Fabio Cannavaro is hiányzott, így ő viselhette a kapitányi karszalagot. 2005. szeptember 7-én megszerezte első mesterhármasát a válogatottban, ugyancsak vb-selejtezőn, Fehéroroszország ellen.
Játszott a 2006-os világbajnokságon is, ám ekkor csak a negyeddöntőben tudott betalálni, igaz, ekkor kétszer is. A döntőben kétszer is közel járt a gólszerzéshez, előbb kapufát fejelt, később be is talált (ugyancsak fejjel), ám a bíró ezt les miatt érvénytelenítette.
A 2008-as Európa-bajnokság selejtezői során többször is fontos gólt (összesen 4-et) szerzett, emellett gólpasszokat is adott. A tornán is játszott, azonban ekkor már nem volt olyan jó formában, egy gólt sem szerzett.
Bár az Eb-n rosszul játszott, a szövetségi kapitánynak, Marcello Lippinek töretlen volt a bizalma iránta, és nevezte a 2009-es Konföderációs kupára. Ez volt Toni utolsó nagy válogatott tornája.

## Pályafutásának statisztikái
| Teljesítmény klubjában | Teljesítmény klubjában | Teljesítmény klubjában | Bajnokság | Bajnokság | Kupa         | Kupa         | Nemzetközi | Nemzetközi | Összesen | Összesen |
| Szezon                 | Klub                   | Bajnokság              | Mérk.     | Gól       | Mérk.        | Gól          | Mérk.      | Gól        | Mérk.    | Gól      |
| Olaszország            | Olaszország            | Olaszország            | Bajnokság | Bajnokság | Coppa Italia | Coppa Italia | Európa     | Európa     | Összesen | Összesen |
| ---------------------- | ---------------------- | ---------------------- | --------- | --------- | ------------ | ------------ | ---------- | ---------- | -------- | -------- |
| 1994-95                | Modena                 | Serie C1               | 7         | 2         | ?            | ?            | -          | -          | ?        | ?        |
| 1995-96                | Modena                 | Serie C1               | 25        | 5         | ?            | ?            | -          | -          | ?        | ?        |
| 1996-97                | Empoli                 | Serie B                | 3         | 1         | ?            | ?            | -          | -          | ?        | ?        |
| 1997-98                | Fiorenzuola            | Serie C1               | 25        | 2         | ?            | ?            | -          | -          | ?        | ?        |
| 1998-99                | Lodigiani              | Serie C1               | 31        | 15        | ?            | ?            | -          | -          | ?        | ?        |
| 1999-00                | Treviso                | Serie B                | 35        | 15        | ?            | ?            | -          | -          | ?        | ?        |
| 2000-01                | Vicenza                | Serie A                | 31        | 9         | ?            | ?            | -          | -          | ?        | ?        |
| 2001-02                | Brescia                | Serie A                | 28        | 13        | ?            | ?            | -          | -          | ?        | ?        |
| 2002-03                | Brescia                | Serie A                | 16        | 2         | ?            | ?            | -          | -          | ?        | ?        |
| 2003-04                | Palermo                | Serie B                | 45        | 30        | ?            | ?            | -          | -          | ?        | ?        |
| 2004-05                | Palermo                | Serie A                | 35        | 20        | ?            | ?            | -          | -          | ?        | ?        |
| 2005-06                | Fiorentina             | Serie A                | 38        | 31        | 4            | 1            | –          | –          | 42       | 32       |
| 2006-07                | Fiorentina             | Serie A                | 29        | 16        | ?            | ?            | ?          | ?          | ?        | ?        |
| Németország            | Németország            | Németország            | Bajnokság | Bajnokság | DFB-Pokal    | DFB-Pokal    | Európa     | Európa     | Összesen | Összesen |
| 2007-08                | Bayern München         | Bundesliga             | 31        | 24        | 4            | 5            | 11         | 10         | 46       | 39       |
| 2008-09                | Bayern München         | Bundesliga             | 25        | 14        | 2            | 1            | 8          | 3          | 35       | 18       |
| 2009-10                | Bayern München         | Bundesliga             | 3         | 0         | 1            | 1            | 1          | 0          | 5        | 1        |
| Olaszország            | Olaszország            | Olaszország            | Bajnokság | Bajnokság | Coppa Italia | Coppa Italia | Európa     | Európa     | Összesen | Összesen |
| 2009–10                | Roma                   | Serie A                | 15        | 5         | 2            | 0            | -          | -          | 17       | 5        |
| 2010–11                | Genoa                  | Serie A                | 16        | 3         | 2            | 4            | -          | -          | 18       | 7        |
| 2010–11                | Juventus               | Serie A                | 14        | 2         | 1            | 0            | -          | -          | 15       | 2        |
| Összesen               | Olaszország            | Olaszország            | 394       | 171       | 22           | 9            | 2          | 0          | 418      | 180      |
| Összesen               | Németország            | Németország            | 60        | 38        | 7            | 7            | 20         | 13         | 87       | 58       |
| Karrierje összesen     | Karrierje összesen     | Karrierje összesen     | 454       | 209       | 29           | 16           | 22         | 13         | 505      | 238      |

## Sikerei, díjai

### Palermo
- Serie B: 2003-04

### Bayern München
- Bajnok: 2007-08
- Kupagyőztes: 2008
- Ligakupa-győztes: 2007

### Válogatott
- Világbajnokság: 2006

### Egyéni
- A Serie B gólkirálya: 2003-04
- Európai aranycipő: 2005-06
- A Serie A gólkirálya: 2005-06, 2014-15
- A világbajnokság All-Star csapatának tagja: 2006
- A Bundesliga gólkirálya: 2007-08
- Az UEFA-kupa gólkirálya: 2007-08

## Külső hivatkozások
- Hivatalos honlap (olaszul)
- Profil a Bayern München hivatalos honlapján (angolul)
- Válogatottbeli statisztika a FIGC honlapján (olaszul)
- FootballDatabase.com profil (angolul)
- Toni al Bayern: "L'ho fatto per Firenze", RealSoccer.it (olaszul)
- Bomber italiani.... addio... , Realsoccer.it (olaszul)